# ГалАЗ-3207
ГалАЗ–3207 «Виктория» – украинский 7–8–метровый автобус малого класса на шасси ГАЗ–3310 «Валдай», выпускавшийся Галицким автозаводом с 2006 по 2009 год. Впервые был представлен на автосалоне SIA 2006 . Автобус оснащался антиблокировочной системой (ABS) и дизельным двигателем, соответствовавшим нормам Евро–2. После прекращения производства на ГалАЗе инженерная команда завода перенесла выпуск автобуса на ОАО «Стрый–Авто».

## Модификации
За время производства было изготовлено несколько различных модификаций:
| Модификация              | Габариты, мм | Габариты, мм | Габариты, мм | Габариты, мм | Пассажировместимость | Пассажировместимость    |
| Модификация              | Длина        | Ширина       | Высота       | База         | Общая                | Количество сидячих мест |
| ------------------------ | ------------ | ------------ | ------------ | ------------ | -------------------- | ----------------------- |
| ГалАЗ–3207.05 «Виктория» | 7450         | 2350         | 2970         | 4000         | 42                   | 18/22                   |
| ГалАЗ–3207.25 «Виктория» | 7450         | 2350         | 2970         | 4000         | 40                   | 22                      |
| ГалАЗ–3207.60 «Виктория» | 7940         | 2350         | 2970         | 4250         | 42                   | 24                      |
| ГалАЗ–3207.62 «Виктория» | 7940         | 2350         | 2970         | 4250         | 37                   | 26                      |
| ГалАЗ–3207.63 «Виктория» | 7940         | 2350         | 2970         | 4250         | 37                   | 26                      |

## Конкуренты
- Стрый Авто А0755
- БАЗ А079
- ЗАЗ А07А
- Богдан А092
- ПАЗ-3205
- Рута 43

## Сноски
1. ↑  вариации на тему (недоступная ссылка)